# François-Joseph Cantraine
Pour les articles homonymes, voir Cantraine.
François-Joseph Cantraine (1801-1861) est un zoologiste belge et professeur à l'université de Gand.
Il fut étudiant à l'Université d'État de Louvain.

## Publications
- « Les diagnoses ou descriptions succinctes de quelques espèces nouvelles de mollusques », Bulletins de l'Académie Royale des Sciences et Belles-Lettres de Bruxelles, 1835 (1) 2 (11), p. 380-401.